# Peripsychoda zbytka
Peripsychoda zbytka är en tvåvingeart som beskrevs av Jezek 2004. Peripsychoda zbytka ingår i släktet Peripsychoda och familjen fjärilsmyggor.
Artens utbredningsområde är Tjeckien. Inga underarter finns listade i Catalogue of Life.